# Ulmus canescens
Ulmus canescens Melville – gatunek drzewa należący do rodziny wiązowatych (Ulmaceae). Występuje w obszarze śródziemnomorskim. W Izraelu rośnie dziko w Galilei, Samarii oraz na górze Karmel, przez którą biegnie południowa granica jego zasięgu.

## Morfologia i ekologia
Drzewo o wysokości do 20 m, smukłym pniu i głęboko popękanej korze i białoszarych za młodu pędach. Liście pojedyncze, asymetryczne, elipsowate do jajowatych, ząbkowane, na dolnej stronie gęsto omszone. Mają charakterystyczny szarawy odcień. Kwiaty o średnicy do 1,5 cm, obupłciowe z purpurowymi pręcikami. Owocem jest spłaszczony skrzydlak.
Liście zrzuca późną jesienią. Zakwita w lutym, marcu, jeszcze zanim pojawią się liście. Owoce dojrzewają w kwietniu, roznoszone są przez wiatr (anemochoria) i wodę (hydrochoria).

## Udział w kulturze
F. N. Hepper jest zdania, że występującym w Biblii hebrajskim słowem gešem opisano wiąza Ulmus canescens (bo w języku arabskim bardzo podobne słowo neshem oznacza właśnie tegoż wiąza). Słowo to pojawia się w Księdze Izajasza (44,14). W Biblii Tysiąclecia wiąz występuje w cytatach Iz 41,19 i 60,13.

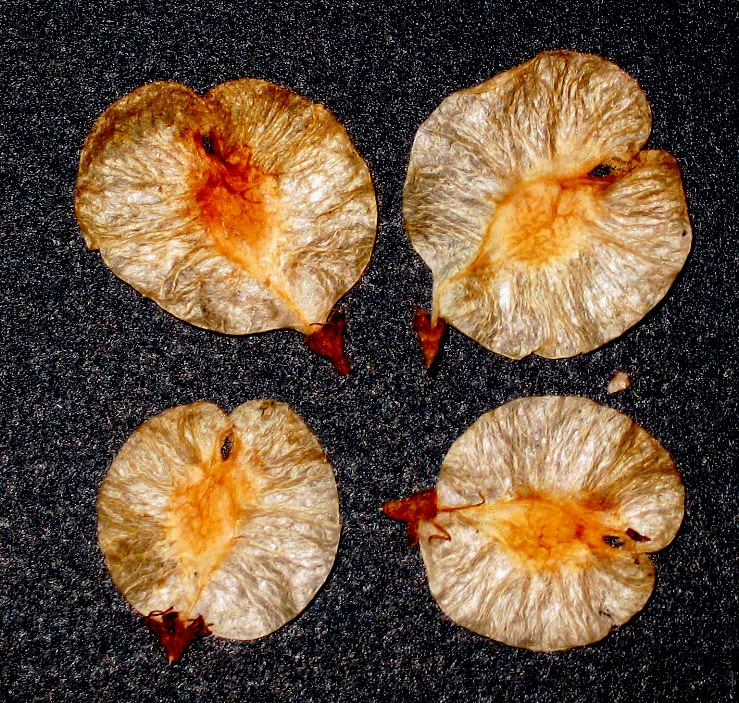
Skrzydlaki